# Ponte in Valtellina
Ponte in Valtellina ("Pùnt" en el dialecto valtellinese) es una comuna de 2.288 habitantes de la provincia de Sondrio. Su primer topónimo era Vico Ponte registrado por primera vez en el año 918 y deriva del idioma alemán biunte, un término administrativo longobardo que significaba un campo preparado y cultivado. otra versión sostiene que se refiere a un puente sobre el río Adda, o de un cruce sobre el río Ródano.

## Geografía
Se encuentra en Valtelina al pie de la montaña Vetta di Ron y se extiende por las zonas planas.

## Evolución demográfica
| Gráfica de evolución demográfica de Ponte in Valtellina entre 1861 y 2001 |
|                                                                           |
| Fuente ISTAT - Gráfica elaborada por Wikipedia                            |

## Museo

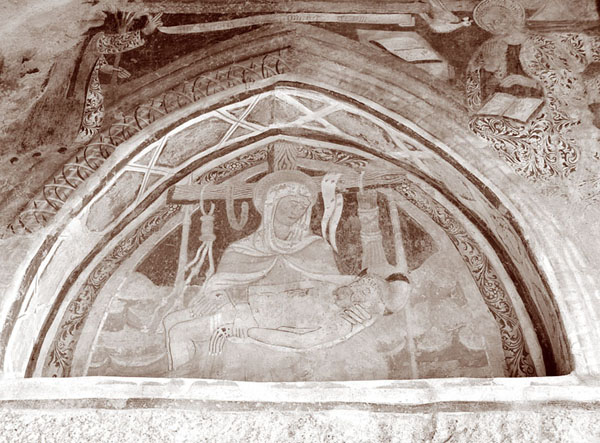
Fresco de la iglesia de San Rocco.

- Museo Etnográfico de la civilización rural: Situado en el patio de la prisión, la planta baja de la vivienda que alberga una escuela secundaria. Se estableció con la colaboración de personas de todo el poeblo que donaron sus antiguas herramientas. Consta de 5 salas y expone antiguas herramientas para la producción de queso y mantequilla, contenedores de bodegas de los viñedos locales, métodos para la cosecha y la molienda del cereales, herramientas para el hilado de lana y cáñamo, y un antiguo dormitorio y una cocina con platos de la antigüedad.
- Museo parroquial - Además de las pinturas y frescos del período 400 y 500 dc, también expone ornamentos, muebles y cristales de un valor considerable.

## Monumentos
- San Maurizio (iglesia) está situada en la plaza principal: Piazza Luini.
- Iglesia de San Ignacio - siglo XVII
- Iglesia de la Madonna di Campagna - siglo XVI
- Iglesia de San Gregorio el Grande
- Iglesia de Nuestra Señora del Buen Consejo
- Iglesia de la Santísima Trinidad
- Iglesia de San Antonio Abad - ubicado a medio camino sobre el pueblo frente al Santuario di San Luigi Gonzaga.

## Personalidades de Ponte in Valtellina
- Libero Della Briotta (1925 - 1985), Senador de la República.
- Francés Saverio Quadrio, (Ponte en V. 1695 - Milán 1756) - Historiador y erudito.
- Giuseppe Piazzi (1746 - 1826), astrónomo italiano y religiosos.
- Antonio Cederna (1841 - 1920) - Empresario, alpinista y escritor.
- Renzo Giuliani - (V. Ponte en 1887 - Florencia 1962) - Zoólogo.
- Camila Cederna (1911-1997) periodista.